# Ян Ґабрієль Тенчинський
Ян Ґабрієль Тенчинський із Тенчина, Моравиці, Крашьніка гербу Топор (нар. 1484 — пом. 21 травня 1552) — державний діяч Королівства Польського, дипломат; хорунжий люблінський (1516—1518), каштелян люблінський (1518—1535), маршалок надвірний коронний (1529—1552), каштелян войніцький (1535—1542), Сандомирський воєвода (1542—1552); староста люблінський (1530—1552), лелювський (1532—1552), ужендувський (1551—1552), імовірно також староста теребовлянський і белзький (1550); граф Священної Римської імперії (1527).

## Життєпис
Ян Ґабрієль народився 1484 року в сім'ї Ґабрієля Тенчинського й Анни з Конінських, доньки ловчого люблінського Яна Конінського. Мав 2 братів — Станіслава i Анджея, та чотири сестри — Гелену, Барбару, Беату та Катажину.
Ян Ґабрієль виріс при дворі в Кенігсберзі. Навчався в Академії Краківській. Він вважався найближчою довіреною особою королеви Бони.
Протягом 1516—1518 років був хорунжим люблінським. 1 березня 1518 року був номінований на уряд каштеляна люблінського, перебував на посаді до кінця листопада 1535 року.
Ян Ґабрієль неодноразово відряджався королем Сигізмундом I Старим послом до інших володарів. Зокрема, 1524 року був послом до турецького султана Сулеймана I, проводив переговори щодо перемир'я. 1527 року був послом до імператора Карла V, від якого разом із іншими Тенчинськими отримав титул графа Священної Римської імперії.
Влітку 1529 року був призначений на посаду надвірного маршалка, обіймав її до кінця життя. Був старостою люблінським (1530—1552), лелювським (1532—1552).
Наприкінці листопада 1535 року був номінований на посаду Войніцького каштеляна, обіймав її до кінця 1542 року. Від 19 грудня 1542 року до кінця життя був Сандомирським воєводою.
Протягом 1549—1550 років згадується згадується як староста теребовлянський (спільно з братом Станіславом) і белзький, хоча перше староство в той час тримав Бернард Мацейовський, а друге — його син Станіслав Ґабрієль. Протягом 1551—1552 років був старостою ужендувським.
7 грудня 1550 року разом із генеральним старостою великопольським Анджеєм Ґуркою бойкотував коронацію Барбари Радзивіл як королеви Польщі.
Ян Ґабрієль Тенчинський помер 21 травня 1552 року, був похований у парафіяльному костелі в Крашьніку. Протягом 1553—1561 років краківськими майстрами був виготовлений з червоного мармуру його ренесансний надгробок, фундований сином Станіславом Ґабрієлем.

## Маєтності
Ян Ґабрієль, разом із братами Станіславом і Анджеєм, успадкували від батька Моравицький ключ і село Лентковиці біля Кракова та Здзіловиці й половину Батожа поблизу Любліна (разом 7 сіл і частини сіл). Від матері вони також мали успадкувати великий маєток Конська Воля (22 села). Перед 1504 роком брати придбали частину Батожа та Здзіловиців. У серпні 1510 року Анна Тенчинська з синами придбали за 4000 флоринів у спадкоємиць згаслого роду Рабштинських Зофії Слабошової та Анни Морської половину маєтностей крашьніцьких: частину Батожа, Ставце, Студзянкі та Волю Кжову, а через кілька років другу половину міста Крашьник від братів Водів.
Після поділу маєтку між родичами Яну Ґабрієлю дісталися ключ крашьніцький у Люблінській землі (місто Крашьнік та села Вижниця, Вижнянка, Сухиня, Стружа, Будзинь (частина міста Крашьніка) і Подлесє) та ключ моравицький у Краківській землі (Моравиця Велика, частина Моравиці Малої (обидві — частини Моравиці), Вулька Моравицька або Холежин та частина Бачина (тепер — присілок Мнікува)).
Разом із братами володів маєтком Рабштин протягом 1538—1544 років, а в 1544—1551 роках був одноосібним його володарем. Передав його королю в обмін на запис на тенуті ужендувській.
Ян Ґабрієль був тенутарієм парчевським, ужендувським, вільколазьким і джезковицівським. 1542 року отримав пожиттєво села Кінчаки, Баранів (тепер — Гранітне) та Красіїв у Галицькому повіті. Загалом він користувався королівськими маєтками, які охоплювали 4 міста та 33 села (без Теребовлі). 1547 року поступився тенутою парчівською, отримавши натомість від короля села ключа вільколазького (сусіднього з Крашьніком) — Вільколаз, Воля Вільколазька, Залесє, Пуланковиці, Завадув і два інших села біля Вільколазу. 1549 року успадкував за братом Станіславом Батож з 6 навколишніми селами. У Кракові володів трьома будинками — так званим двором Пілецьким, будинком «Під Топори» (від 1540 р.) і двором Рабштин на Вавелю (від 1538 р.). У Пйотркуві володів двором у передмісті біля Великої Весі. Близько 1550 року маєтності Яна Ґабрієля Тенчинського складалися з 1 міста та 19 сіл біля Любліна, 6 сіл частини сіл біля Кракова та 3 міста й 11 сіл королівських (Люблін, Лелюв, Ужендув, Джезковиці, Красіїв, Кінчаки, Баранів) у воєводствах Краківському, Люблінському та Руському (разом 4 міста й 36 сіл і частин сіл)

## Фундації

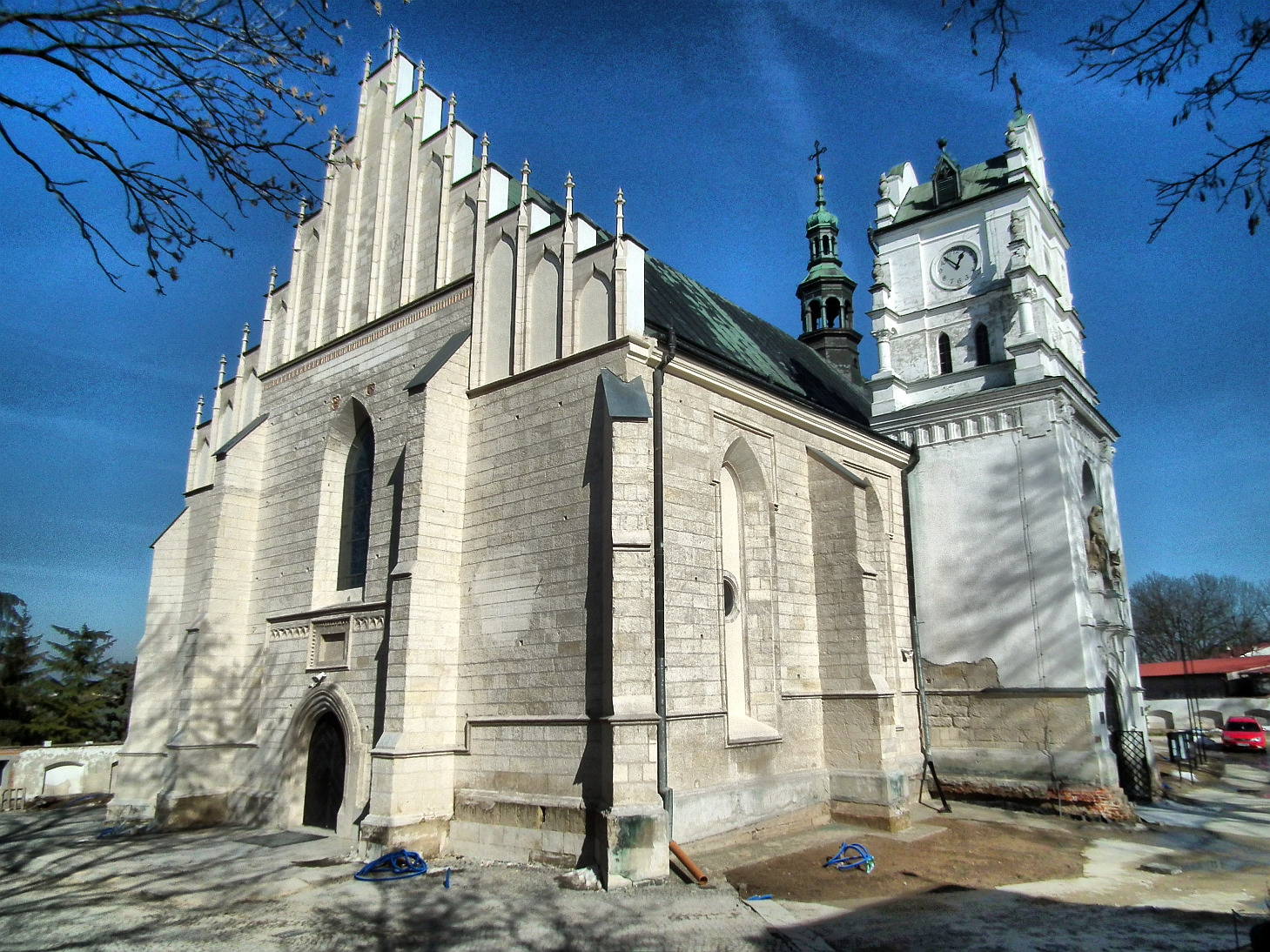
Парафіяльний костел Успіння Діви Марії у Крашьніку (2013)

11 березня 1531 року з фундації Яна Ґабрієля Тенчинського за міським мурами Крашьніка розпочато будівництво дерев'яного костелу Святого Духа та шпиталю для вбогих при ньому.
Протягом 1527—1541 років Ян Ґабрієль частково перебудував крашьніцький парафіяльний костел Успіння Пресвятої Богородиці у готично-ренесансному стилі. Були підвищені стіни храму, встановлені нові склепіння, збудовані нові хори та амвон, додані деталі та декоративні елементи в стилі Ренесансу, стіни вкрили поліхромією. Поряд з хорами були збудовані дві родинні каплиці-усипальниці. 1541 року він надав Крашьніку привілей проведення ярмарків по п'ятницях і ярмарків на четвертий день перед Різдвом Івана Хрестителя. Близько того ж року розпочав перебудову парафіяльного костелу на родинний некрополь, цю роботу завершив 1561 року його син Станіслав Ґабрієль. У 1550—1553 роках з фундації Яна Ґабрієля тут був виготовлений ренесансний надгробок його брата Станіслава. Бронзовий рельєфний надгробок із лежачою фігурою лицаря в обладунках у давній позі відпочинку походить із краківської майстерні Бернардіно Занобі де Джанотіса. Характерне архітектурне оформлення плити, ймовірно, було виготовлено в краківській майстерні Джованні Чіні з Сієни, який тісно співпрацював з Бернардіно.

## Сім'я
Близько 1512 року Ян Ґабрієль одружився з Доброхною Сапіжанкою (пом. 1528) — донькою воєводи вітебського Івана Семеновича Сапіги. Подружжя мало 4 доньки та сина:
- Беата — дружина Яна Яновича Заберезинського;
- Анна — дружина Збіґнєва Сєненського[pl];
- Барбара — дружина Яна Сєненського;
- Ядвіґа — дружина Міколая Самбожецького[pl];
- Станіслав Ґабрієль — каштелян львівський (1551—1554), воєвода сандомирський (1554—1555), краківський (1555—1560), староста белзький, люблінський, теребовлянський, ужендувський, парчівський.

Вдруге одружився близько 1539 року з Анною Камєнецькою, донькою Яна Камєнецького.
Для видатного наукового та релігійного діяча того часу Станіслава Оріховського родина Яна Ґабрієля Тенчинського була «цвітом держави й підпорою» та «найзнатнішою, а може, й найвеличнішою у цій державі шляхетною родиною».